# Колоусовка
Колоу́совка — деревня Петровского сельсовета Грязинского района Липецкой области.

## История
На карте Шуберта деревня не обозначена, из чего можно сделать вывод, что она основана в середине XIX века.
По сведениям 1862 года в казённой и владельческой деревне Колоусовке 2-го стана Липецкого уезда Тамбовской губернии проживало 224 человека (114 мужчин, 110 женщин) в 26 дворах; рядом, во владельческом сельце Александровка (Аменицкое) — 58 жителей (30 мужчин, 28 женщин) в 4 дворах.
По данным начала 1883 года в деревне Ивановской волости Липецкого уезда проживало 327 бывших государственных крестьян (171 мужчина и 156 женщин) в 46 домохозяйствах и 36 собственников из помещичьих крестьян (16 мужчин и 20 женщин) в 3 домохозяйствах (сельцо Александровка), которым принадлежало в сумме 542,3 десятины удобной и 13,1 десятины неудобной надельной земли. В деревне было 124 лошади, 81 голова КРС, 611 овец и 51 свинья. Имелось 2 промышленных заведения. Было 8 грамотных и 3 учащихся (все — мужского пола).
В 1911 году в деревне, входившей в приход села Средняя Лукавка было 64 двора великороссов-земледельцев, проживало 516 человек (264 мужчины и 252 женщины). В 1914 году — 535 жителей (270 мужчин, 265 женщин), была земская школа.
По переписи 1926 года в деревне Колоусовка (Аменицкая) было 84 двора русских и 467 жителей (231 мужчина, 236 женщин). По спискам сельскохозяйственного налога на 1928/1929 годы в деревне Петровского сельсовета Грязинского района Козловского округа ЦЧО было 95 хозяйств и 509 жителей.
К началу войны число дворов сократилось до 63.

## Население
| 2010 | 2013 |
| ---- | ---- |
| 121  | ↗156 |

В 2002 году население деревни составляло 114 человек, русские (87 %).
В 2010 году — 121 житель (59 мужчин, 62 женщины).

## Инфраструктура
К западу от деревни находится небольшой свинокомплекс, а к востоку — фермерское хозяйство с рыболовным прудом. В деревне останавливается автобусный маршрут № 105 до Грязей и Петровки.